# Оже, Клодин
Клоди́н Оже́ (фр. Claudine Auger; 26 апреля 1941, Париж, Франция — 18 декабря 2019, там же) — французская актриса и фотомодель.

## Биография
Клодин Оже родилась 26 апреля 1941 года в Париже (Франция).
Клодин окончила «St. Joan of Arc College» и «Paris Drama Conservatory», где она исполняла драматические роли. Оже дебютировала в кино, будучи школьницей.

## Карьера
В 1958 году Клодин получила титул «Miss France Monde», а также участвовала в «1958 Miss World». В том же году Оже дебютировала в кино, сыграв роль в фильме «Кристина».
В 1965 году сыграла девушку Джеймса Бонда, Домино Дерваль, в фильме бондианы ”Шаровая Молния”.  
В 1990-м году снялась в итальянском детективном сериале «Спрут 5».
Всего она сыграла в 79 фильмах и телесериалах.

## Личная жизнь
В 1959 году Клодин вышла замуж за режиссёра Пьера Гаспара-Уи (1917—2017), но позже они развелись.
В 1980-е—2008 годы (до его смерти) Клодин была замужем за бизнесменом Питером Брентом (умер в августе 2008 года). У супругов родилась дочь — Жессика Клодин Брент (род. 14.04.1991).